# 삿타기디아
삿타기니아는 아케메네스 제국의 총독령이다. 아마도 이란과 파키스탄 사이의 산악에 행당한다. 사타기디아는 다리우스 대왕의 베히스툰 비석에 언급되었는데 당시에 반란 중인 지방중의 하나였다. 그는 바빌론의 왕이었다. 반란은 아마도 515년 진압되었다. 기원전 480년경에 이 총독령은 사라졌는데 다른 영역으로 통폐합되었다.